# Навальный против России
Дело «Навальный против России» — название ряда судебных процессов с 2015 по 2018 года, инициированных Алексеем и Олегом Навальными против Российской Федерации в Европейском суде по правам человека.

## История
Российский оппозиционный политик и активист по борьбе с коррупцией Алексей Анатольевич Навальный в период с 2012 по 2014 год был арестован семь раз за участие в митингах, три раза за их проведение, две демонстрации и собрание в здании суда, а также привлекался к ответственности за административные правонарушения или неподчинение приказам полиции. Статья 20.2 Кодекса Российской Федерации об административных правонарушениях квалифицирует нарушение процедуры проведения публичных собраний как правонарушение. Навальный был оштрафован и получил короткие сроки лишения свободы. Он утверждал, что это нарушает статьи 5, 6, 11 и 18 Европейской конвенции по правам человека. Также Навальный утверждал, что у российских властей была скрытая цель: пресечь его политическую активность и влияние.

## Суждение
В ситуации с Навальным Европейский суд по правам человека выявил нарушения статей 5, 6 и 11. По мнению ЕСПЧ, российские суды действовали несправедливо, основывая свои решения только на показаниях полиции. Во всех семи случаях имело место нарушение права на собрания. Также была нарушена статья 18, по причине арестов по всё более неправдоподобным основаниям. Аресты Навального были направлены на подавление политического плюрализма, который составлял часть «эффективной политической демократии», управляемой «верховенством закона».